# Passione e ideologia
Passione e ideologia è un saggio scritto da Pier Paolo Pasolini e pubblicato da Garzanti nel 1960.
Il saggio, del quale vi è un precedente progetto per l'editore Lerici del 1957 con il titolo Dal Pascoli ai neo-sperimentali che passerà nella seconda parte di Passione e ideologia, è dedicato allo scrittore Alberto Moravia.
L'aspetto altamente autobiografico dell'opera saggistica viene indicato da Pasolini in un frammento introduttivo, dattiloscritto e non inserito nel volume dove si legge: "Ho cercato di dare con gli insicuri mezzi offerti da quella educazione a me, ineducabile per definizione, una certe veste di normalità ai tentativi più puerili e gratuiti di conoscere degli stati, delle irresoluzioni, negli altri, che mi pareva di aver sperimentato".

## Prima parte
L'opera è divisa in due parti. La prima parte è intitolata "Due studi panoramici"  ed è a sua volta divisa in due sezioni: la prima sezione, intitolata La poesia dialettale del Novecento, riprende, con qualche leggera variante, l'introduzione all'antologia del 1952, Poesia dialettale del Novecento, mentre la seconda sezione, che deriva dall'introduzione al Canzoniere italiano. Antologia della poesia popolare  del 1955, è intitolata La poesia popolare italiana.

### Prima sezione
Nella prima sezione l'autore, nel tratteggiare l'universo poetico dialettale, inizia dall'Italia meridionale con Di Giacomo e percorre la Sicilia, la Sardegna, la Calabria, le Puglie per giungere a Roma e a  Milano, facendo notare il distacco di Pascarella e di Trilussa dal mondo poetico di Belli e l'allontanamento di Tessa dal Porta.

Il passaggio alle regioni del Nord vede molti personaggi del Piemonte, della Liguria (soprattutto Edoardo Firpo), dell'Emilia, della Romagna, del Veneto. Nel passare poi alla Trieste del Giotti e alla Grado di Marin, Pasolini compie un excursus nel quale mette in evidenza la mancanza di una poesia dialettale antifascista.

La prima sezione termina con il capitolo Il Friuli, dedicato alla regione e al dialetto dell'autore.

### Seconda sezione
La seconda sezione si apre con il capitolo di discussione sulla letteratura critica intitolato Un secolo di studi sulla poesia popolare che vede come protagonisti Tommaseo, D'Ancona, Nigra, Croce, Gramsci.

Nel secondo capitolo, intitolato Il problema, Pasolini dà la definizione della poesia popolare che egli intende come prodotto del rapporto tra la classe dominante e quella dominata, tra la cultura del ceto alto a quella arcaica del popolo. L'autore prosegue il suo percorso geografico partendo questa volta dall'Italia settentrionale, attraversando l'Italia centrale per arrivare nell'Italia meridionale. I problemi che affronta sono, tra i tanti, quelli del "realismo" della poesia popolare, della "semi-popolarità" per i canti toscani, della natura "collettiva" del poeta popolare. Pasolini si sofferma su testi particolari, come la Baronessa di Carini siciliana e Fenesta ch'a lucive partenopea che gli ispirano pagine molto belle come quelle sul mondo friulano.

L'ultimo capitolo si occupa di Poesia folclorica e canti militari e si conclude sulla metà degli anni Cinquanta dove l'autore denuncia la tendenza del canto popolare a scomparire a causa del "mutato" rapporto sociale-letterario delle due classi, per "la forte diminuzione dell'analfabetismo, la stampa, il cinema, la radio" e per "la recente formazione di una lingua italiana, che non è più il semplice italiano letterario per élite, ma una diffusissima koinè: una seconda lingua parlata dopo il dialetto".

## Seconda parte
La seconda parte dell'opera intitolata Dal Pascoli ai neo-sperimentali parte dal saggio su Giovanni Pascoli del 1955 scritto per inaugurare la rivista Officina al quale segue una panoramica su tutto il Novecento. Il saggio seguente sarà su Montale, una recensione a La bufera e altro del 1956, a cui seguiranno Un poeta in genovese del 1957 su Edoardo Firpo, Un poeta in abruzzese del 1952 su Vittorio Clemente e Un poeta molisano del 1957 su Eugenio Cirese. Seguono due saggi su Gadda, la recensione alle Novelle del Ducato in fiamme del 1953 e uno scritto sul Pasticciaccio del 1958.
Nel procedere nella lettura di questa seconda parte si incontra un lungo saggio, che era già apparso nel 1956, dal titolo La confusione degli stili, sintesi della situazione letteraria italiana. Segue una sezione "Sui testi" che è articolata in recensioni dedicati a Carducci, a Ungaretti, a Rebora, a Sbarbaro, a Saba, a Barile, a Penna, a Bertolucci, a Bassani, ai poeti di Luciano Anceschi, a Paolo Volponi poeta, a Francesco Leonetti, a Sergio Solmi, a Mario Luzi, a Parronchi, a Matacotta, a Zanzotto, a Fortini.
L'opera si conclude con due saggi importanti, quello su Il neo-realismo del 1956 e La libertà stilistica del 1957. Nel primo viene individuato il paesaggio letterario italiano con i giovani Elio Pagliarani, Leonetti, Giuliani e altri, mentre nel secondo, che era già apparso su Officina come introduzione a una silloge di poeti neosperimentali, come Arbasino e Sanguineti, Pasolini colloca i poeti che appartengono al periodo della "libertà stilistica".

## Edizioni
- Passione e ideologia, Milano, Garzanti, 1960.
- Passione e ideologia, Collezione Saggi, Milano, Garzanti, 1973, ISBN 978-88-11-51980-5.  Collana Opere di Pasolini.saggi, Garzanti, 1977.
- Passione e ideologia, Saggio introduttivo di Cesare Segre, Collana Supercoralli, Torino, Einaudi, 1985.
- Passione e ideologia, Collana Gli Elefanti Saggi, Milano, Garzanti, 1994, ISBN 88-11-67-522-7.
- Passione e ideologia, Prefazione di Alberto Asor Rosa, Collana Novecento, Milano, Garzanti, 2009, ISBN 978-88-11-69704-6.